# Indonézia 4 arca

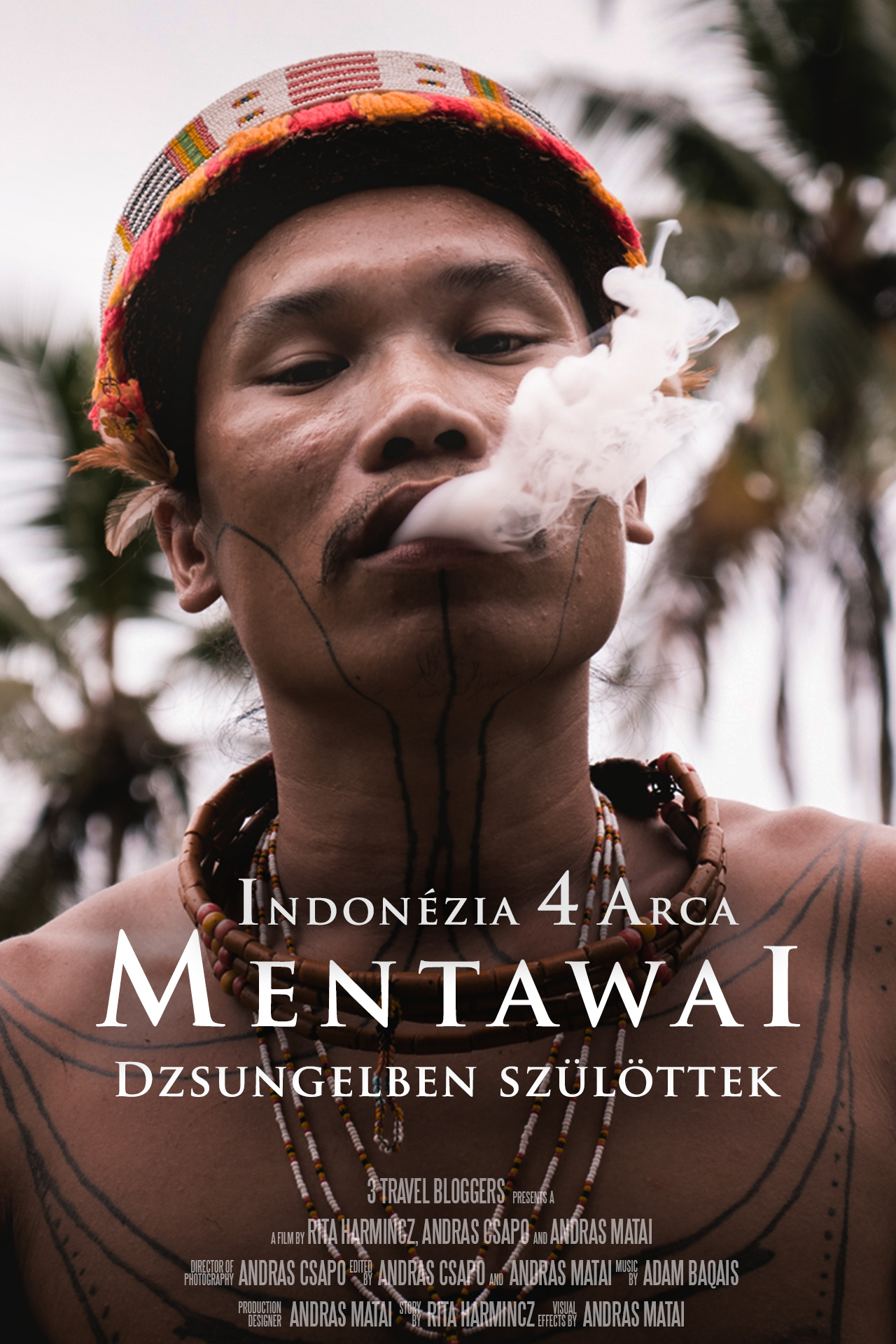
Az „Indonézia 4 arca” plakátja

Az Indonézia 4 arca magyar gyártású négyepizódos expedíciós dokumentumfilmsorozata, amely 2018-ban készült el. A forgatás helyszíne Indonézia.  egy független filmes csapat.

## Epizódok
1. részToraja - Életük a haláluk
Hossz: 48 perc
Életkori besorolás: 16+
2. részBajo - A tenger gyermekei
Hossz: 45 perc
Életkori besorolás: 12+
3. részMentawai - Dzsungelben szülöttek
Hossz: 46 perc
Életkori besorolás: 12+
4. részBali - Látható és láthatatlan
Hossz: 46 perc
Életkori besorolás: 12+

## Készítők
- Mátai András: producer/műsorvezető
- Csapó András: rendező/operatőr
- Majoros Kinga: szerkesztő asszisztens
- Harmincz Rita: Utazás szervező

## Médiamegjelenések
- https://snitt.hu/filmek/indonezia-4-arca
- https://www.retroradio.hu/indonezia-4-arca-egy-izgalmas-filmsorozatrol-beszelgettunk-a-csutortoki-retro-reggelben/ Archiválva 2022. február 9-i dátummal a Wayback Machine-ben